# Voiturettes Th. Lafitte

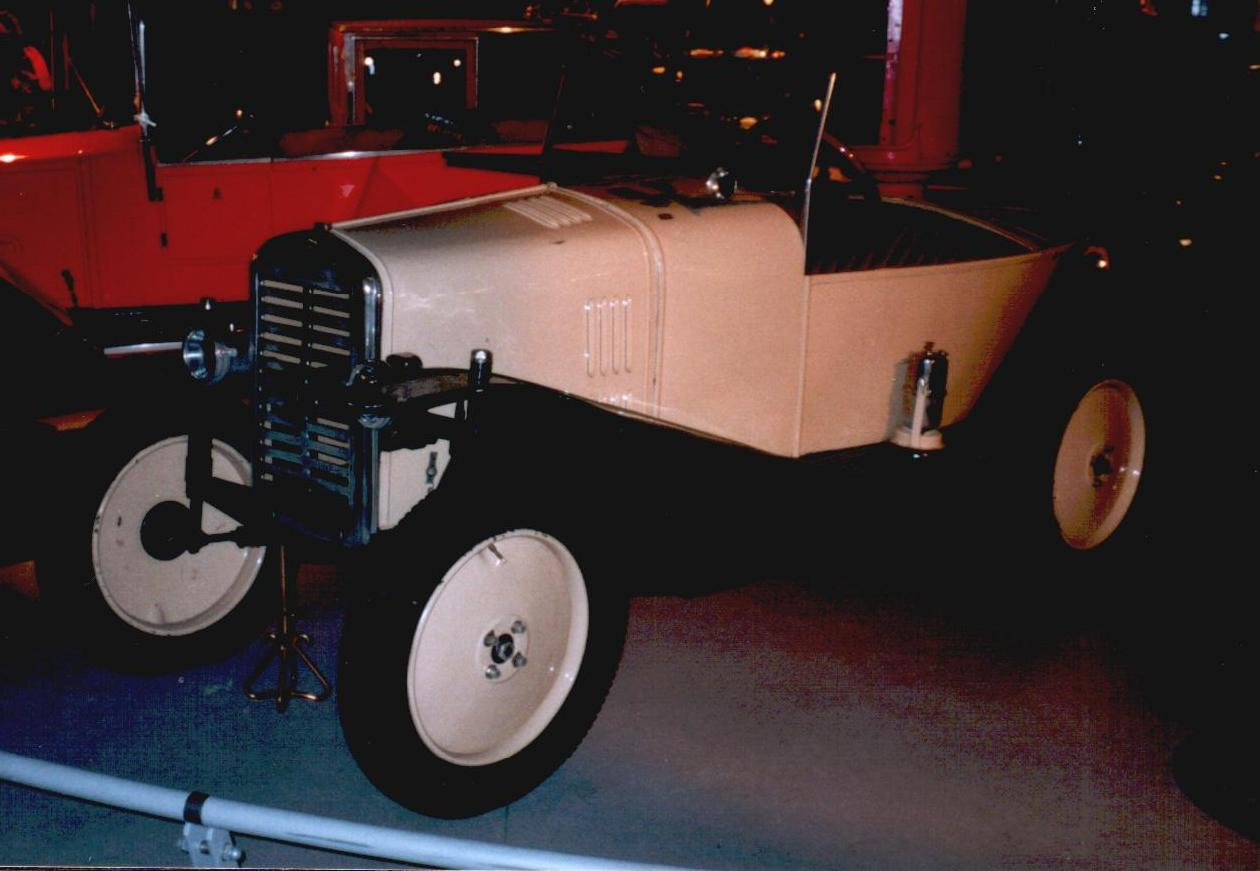
Lafitte von etwa 1923

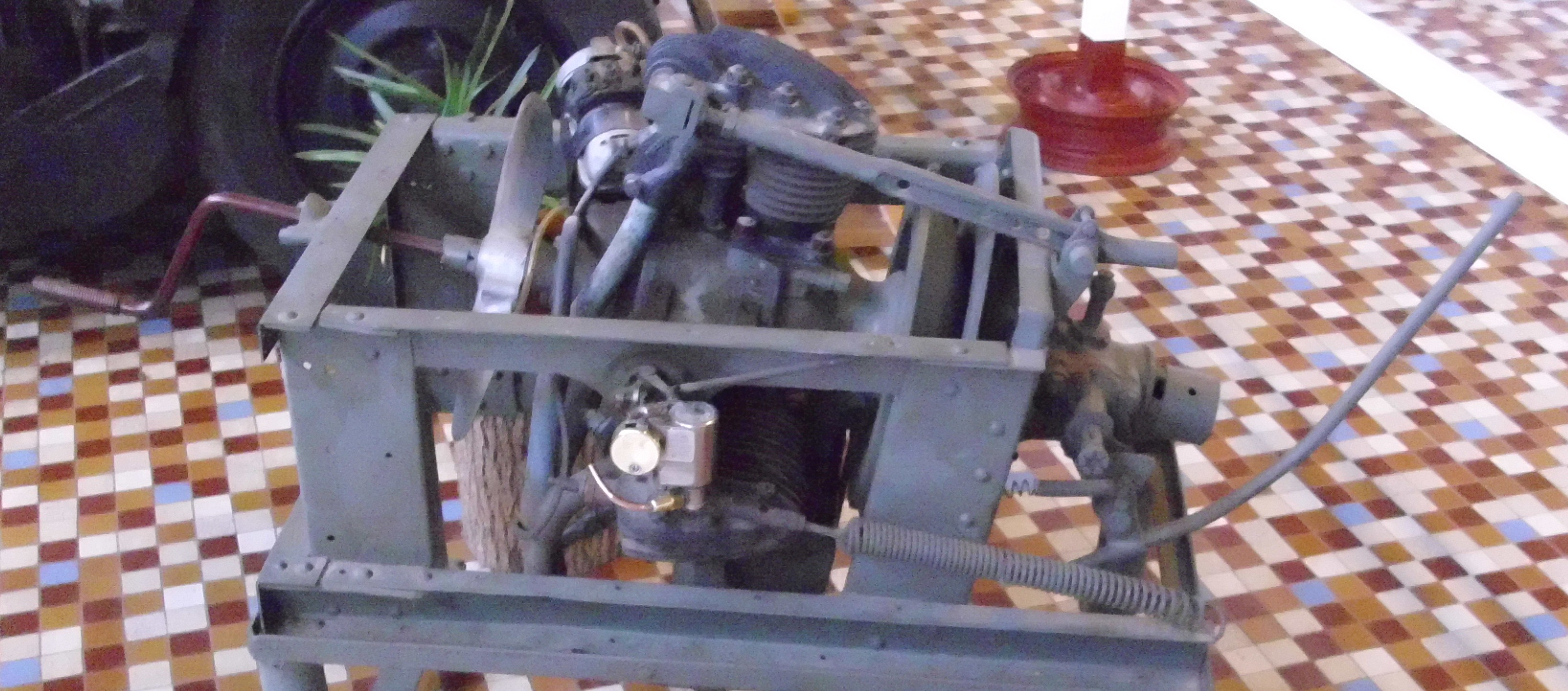
Dreizylinder-Sternmotor eines Lafitte

Die SA de Construction de Voiturettes Th. Lafitte war ein französischer Hersteller von Automobilen.

## Unternehmensgeschichte
Das Unternehmen aus Paris begann 1923 mit dem Bau von Automobilen. Der Markenname lautete Lafitte. 1926 wurde Doriot, Flandrin et Parant übernommen. 1928 endete die Produktion.

## Fahrzeuge
Das Unternehmen stellte Kleinwagen her. Das erste Modell besaß im Bug einen Dreizylinder-Sternmotor mit 736 cm³ Hubraum und 22 PS Leistung. Anstelle eines Getriebes ermöglichte eine verstellbare Friktionsscheibe (Friktion = Reibung, also Reibscheibe) eine stufenlose Kraftübertragung auf die Hinterräder. Der Neupreis betrug in England 100 Pfund Sterling. 1928 ergänzte eine Sportausführung mit 895 cm³ Hubraum und 25 PS Leistung das Angebot. Die Höchstgeschwindigkeit war mit 96 km/h angegeben.
Fahrzeuge dieser Marke waren im mittlerweile geschlossenen Motor Technica Museum Bad Oeynhausen in Bad Oeynhausen und im Autotron in Rosmalen zu besichtigen.